# Troglohyphantes cruentus
Troglohyphantes cruentus este o specie de păianjeni din genul Troglohyphantes, familia Linyphiidae, descrisă de Brignoli, 1971.
Este endemică în Slovenia. Conform Catalogue of Life specia Troglohyphantes cruentus nu are subspecii cunoscute.